# АПТ Сателайт холдингс
АПТ сателайт холдингс лимитед (на английски: APT Satellite Holdings) е холдингова компания, учредена на Бермудските острови. Нейното учредено в Хонконг дъщерно дружество АПТ сателайт Ко., Лтд. е оператор на спътниците от групата Апстар. АПТ сателайт холдингс и АПТ сателайт са със седалище в Хонгконг.
Към 30 юни 2016 г. компанията има пазарна капитализация от 3,816 HK$ милиарда.  Това е компания от т.нар. червени чипове, тъй като е регистрирана в чужбина, но е контролирана индиректно от китайското правителство (чрез China Aerospace Science and Technology Corporation). Базираната в Хонконг сателитна компания Азия сат също е частично собственост на китайското правителство (чрез CITIC Group), но е към друг отдел на Държавния съвет на Китайската народна република.

## История
Създаването на АПТ сателайт холдингс лимитед е официално одобрено от Държавния съвет на 26 март 1992 г. след учредяването на 21 януари 1992 г. и преименуване, окончателно АПТ сателайт Ко, Лимитед. на 15 април 1992 г.  АПТ сателайт е компания от вида червени чипове, регистрирана на борсата в Хонг Конг на 18 декември 1996 г. 

## Бизнес
Към 31 декември 2016 г. АПТ сателайт Холдингс, чрез изцяло притежавано дъщерно дружество АПТ сателайт или „APSTAR“ притежава и управлява четири сателита в орбита: Apstar 5, Apstar 6, Apstar 7 и Apstar 9, осигурявайки сателитно покритие в цяла Азия, но също и в Европа, Африка и по-широк регион, включително Австралия. Освен това наема част от честотната лента на ChinaSat 12 (Apstar 7B). 

### Списък на сателитите
- Apstar 1
- Apstar 1A
- Apstar 2
- Apstar 2R
- Apstar 5
- Apstar 5C
- Apstar 6
- Apstar 7
- Apstar 7B
- Apstar 9
- Апстар 9А